# YFU
公益財団法人YFU日本国際交流財団（ワイ・エフ・ユーにほんこくさいこうりゅうざいだん、英語: YFU JAPAN Inc.、略称：YFU日本）は、主に高校生の交換留学をサポートする公益法人で、世界最大の国際交流組織であるYFU(Youth For Understanding)の日本支部。

## YFU日本の概要
高校生を中心とした若者が異文化での生活体験をすることで、本人やその周りの人たちが文化の壁を越えてお互いに理解し合い、人間的に成長し、その結果すべての人々にとって住みよい世界を作っていくことを目的としている。現在では、世界60の国と地域（2012年12月現在）において各国YFU組織が、明日を担う若者たちの異文化体験・高校生交換留学プログラムを推進している。現在までに1万人以上の高校生を年間派遣学生として世界各国に派遣しているなど、日本の高校留学界では最大の規模・歴史を誇っている。
YFUの日本支部に該当するYFU日本国際交流財団は、かつて文部科学省及び外務省共管の財団法人であったが、公益法人制度改革に伴い、2012年に内閣府を所管行政庁とする公益財団法人に移行した。様々な奨学金制度により、企業や政府の公的プログラムを提供する役割も担っている。

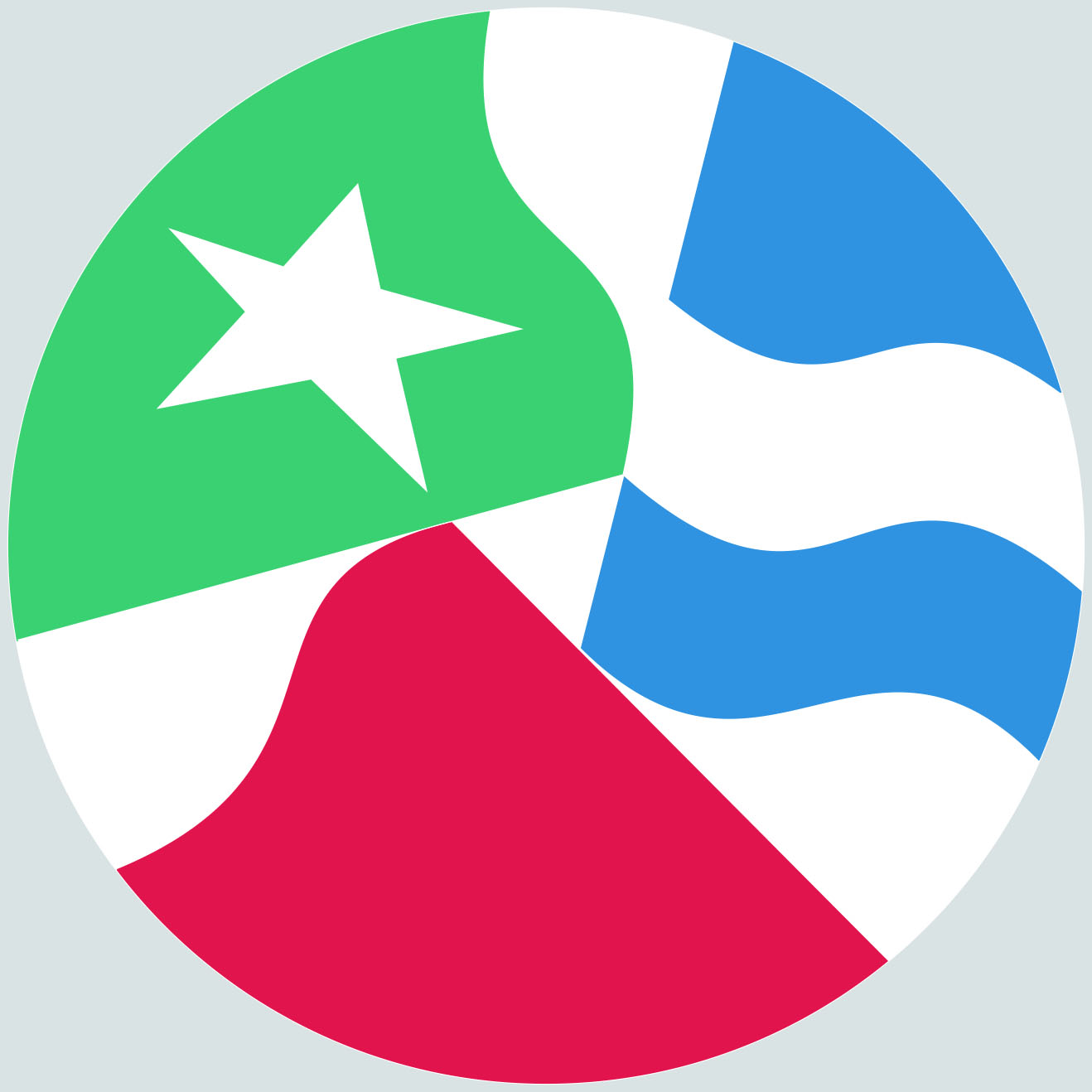
YFUの旧ロゴ

## YFU日本の役員等（2024年9月現在）
- 評議員：太田仁一 学校法人宮城明泉学園常務理事
- 評議員：熊谷一雄 (株)日立制作所名誉顧問
- 評議員：都留隆 元ドイツ銀行ヴァイスプレジデント、YFU帰国生
- 評議員：永井多恵子 学校法人国立学園理事長、元NHK副会長
- 評議員：本田隆男 元ジョンソン(株)会長
- 評議員：斎藤史郎 公益社団法人日本経済研究センター参与、元日本経済新聞専務取締役
- 理事長：加藤良三 元駐米大使、CULCON日本側委員長
- 専務理事：藤川龍童 YFU帰国生
- 理事：荻野治雄 元東京家政大学教授、元東京都立国際高等学校校長
- 理事：朝海和夫 元欧州連合代表部大使
- 理事：勝屋義郎 元ナスダックジャパン社長
- 理事：森本大 昭和飛行機都市開発(株)代表取締役会長
- 監事：小野卓 元三井物産(株)常務取締役
- 監事：中嶋克久 公認会計士、(株)M&Aコンソーシアム代表取締役
- 特別顧問：茂木友三郎 キッコーマン(株)取締役名誉会長・取締役会議長
- 顧問：長谷川智恵子 日動画廊副社長
- 顧問：本田敬吉 イー・エフ・アイ(株)代表取締役会長
- 顧問：松本祥子 YFU帰国生母

## 沿革
- 1951年 ミシガン州のレイチェル・アンドレセン博士(初代YFU会長）により創設。アメリカ国務省の要請を受け西ドイツからの高校生75名のホストファミリーを確保
- 1952年 YFUがアメリカ国務省により国際交流機関として認可
- 1958年 日本YFUが発足し、篠原亀之輔博士が会長に就任、日本からアメリカへの年間派遣開始。 日本から、貨客船で高校生2名が初めてアメリカに年間派遣
- 1964年 アメリカ高校生6名を初めて夏期受入
- 1969年 アメリカ高校生1名を初めて年間受入。羽田空港からの、飛行機による渡航開始
- 1975年 法人スカラシップ・プログラム発足。アメリカへの年間派遣人数100名を超える
- 1976年 アメリカ建国200年記念パーティーを東京と大阪で開催
- 1977年 YFU日本協会（任意団体）設立。YFU日本ナショナル・ディレクターに一瀬斉男が就任。日本YFU解散
- 1978年 YFU国際本部、ワシントンD.C.へ移転。牛場信彦大使、YFU日本協会理事長に就任
- 1979年 大平正芳首相、ワシントンD.C.のYFU国際センターを訪問
- 1981年 オーストラリアとの年間相互交流始まる、16名オーストラリアへ派遣、オーストラリアから5名受入
- 1982年 上院交流（JUSSE）プログラム始まる（2002年まで）。50州から上院議員推薦のアメリカ高校生100名が夏期来日
- 1984年 府県交流プログラム（アメリカ政府高校生招致計画）始まる。都道府県代表の高校生47名、アメリカに年間派遣、スポーツ交流プログラム(SFU)始まる
- 1985年 オーストラリアへの短期派遣始まる
- 1986年 韓国への短期派遣、フィリピンとの年間相互交流始まる（派遣1名、受入1名）。大河原良雄大使、YFU日本協会理事長に就任
- 1987年 日米間で姉妹校交流プログラム始まる
- 1988年 ニュージーランドとの年間相互交流始まる（派遣5名、受入3名）
- 1989年 西ドイツ、オランダ、スウェーデンに初めて日本から年間派遣(2名、2名、1名)。YFU通算参加者数、日本で10,000名、世界で130,000名に達す
- 1990年 イギリスに初めて日本から2名年間派遣。スウェーデンから初めて4名年間受入
- 1991年 自治省、（財）自治体国際化協会、府県交流プログラムを引き継ぐ（自治体交流、1993年まで）。ドイツ、オランダ、ベルギーから初めて年間受入(4名、1名、2名)
- 1992年 一瀬斉男、レイチェル・アンドレセン・インターナショナル・サービス・アワードを受賞。YFU日本ナショナル・ディレクターに江夏啓子が就任
- 1993年 外務省、文部省共管による財団法人として設立許可を受け（財）ワイ・エフ・ユー日本国際交流財団となる
- 1995年 特定公益増進法人として認可
- 1996年 外務省の支援によるイギリス、オランダからの年間受入プログラム（日英若人交流計画10名、日欄若人交流計画8名）始まる（2004年まで）。国際交流基金の支援による韓国・フィリピンからの年間受入プログラム（各国5名）始まる（2004年まで）
- 1997年 YFU日本創立40周年。YFU日本プログラムへの内外通算参加者20,000名を超す、世界全体のYFU通算参加者数180,000名を超す
- 1998年 日本政府等の支援による沖縄県高校生40名のアメリカ年間派遣プログラム始まる。日本政府等の支援によるフィリピン短期派遣プログラム（10名）始まる
- 1999年 外務省の支援によるオランダからの夏期受入プログラム（15名）始まる
- 2000年 （財）ワイ・エフ・ユー日本国際交流財団が2000年レイチェル・アンドレセン・インターナショナル・サービス・アワードを受賞。ユネスコ青年交流信託基金に基づく短期派遣・受入プログラム（オーストラリアほか3ヶ国、各国5名）始まる
- 2001年 アメリカでYFU創立50周年。韓国へ初めて1名年間派遣
- 2002年 YFUの組織変更によりYFUアメリカ・プログラムはYFU USA財団、YFU国際機構としての業務はYFU IES（国際YFU財団）が分担、両財団事務所がメリーランド州へ移転
- 2003年 タイへ初めて1名年間派遣。外務省支援JUMP夏期受入プログラム（アメリカ25名）始まる
- 2004年 ハンガリーから初めて2名年間受入。ラトビアから初めて1名年間受入
- 2005年 新世紀国際教育交流プロジェクトに基づく韓国高校生の受入（大阪12名、鹿児島2名）始まる。文部科学省支援・日本語専攻外国高校生短期招致事業(フィリピン5名、スイス5名)始まる
- 2006年 デンマーク、オーストリアから初め年間受入(3名、1名)。ドイツポスト・ワールドネットの支援による日独短期交流プログラム(派遣3名、受入2名)始まる
- 2007年 日本語専攻外国高校生短期招聘事業に基づきインドより初めて5名受入。エストニアへ初めて1名年間派遣
- 2009年 中国から初めて1名年間受入。リトアニアから初めて1名年間受入
- 2010年 オーストリアへ初めて2名年間派遣。モルドバから初めて1名セメスター受入。フランスから初めて1名短期受入
- 2012年 公益法人制度改革3法に基づく移行認定を経て、内閣府を所管行政庁とする「公益財団法人YFU日本国際交流財団」となる。フランスから初めて2名年間受入。中国へ初めて1名年間派遣
- 2013年 インドネシアから初めて年間受入(1名)

## 組織
各国にYFUのボランティアが組織されており、これらボランティアによってプログラムが支えられており、また国際交流を支える貴重な存在となっている。ボランティアは大きく分けて、地区委員と副地区委員の2種類があり、前者は主に過去のYFUプログラム参加学生の親、後者はYFU帰国生で構成されている。
- 本部

YFU日本の本部は東京青山に在り、在勤職員が各地域のボランティア組織との連携や各国YFUとの連携を図っている。
- 地区委員

主に過去YFUプログラムで外国に留学した学生の親が、学生帰国後にボランティアとして行う。また、地区委員に成るためには過去に外国からのYFU学生のホストファミリーを経験していることが義務付けられている。地区委員は日本人学生、外国人学生共に各学生に担当の地区委員が割り当てられ、出発前から帰国後までのサポートを行う。また、日本で学生を受け入れているホストファミリーには自らの経験等を元にアドバイスなどを行う。各種オリエンテーション、選考試験、留学説明会なども主に地区委員が企画・運営・担当している。
- 地区コーディネーター

各地域の地域代表を務める地区委員。地区コーディネーターは地区委員を兼務していることが多い。地区コーディネーターは地区委員の中でも経験豊富な人が務める。
- 副地区委員(リターニー)

副地区委員、通称リターニーは過去にYFUプログラムで一年間外国に留学したことのある者が務める。こちらも地区委員同様完全にボランティアである。副地区委員は帰国後の大学生や社会人が務め、オリエンテーションでの学生へのアドバイスや指導、地区委員の通訳、日本に滞在する外国人学生の適応を助けるためのアドバイスなどを行う。副地区委員は地区委員同様、日本各地で組織をつくり活動している。帰国学生の多くはYFUに大変愛着を持っており、宿泊オリエンテーションなどでは50名ほどの副地区委員が参加しているなど、ボランティア組織の充実がうかがえる。
- 副地区委員コーディネーター(リターニーコーディネーター)

リターニー組織を取りまとめるリターニー。リターニーコーディネーター、又はRCと呼ばれている。リターニーが参加するオリエンテーションではリターニー組織の取りまとめや、新人リターニーの教育係としてワークショップなどを開催している。RCは経験豊富なリターニー数人が務めることになっており、地区委員、本部とリターニーとをつなぐ窓口ともなっている。

## プログラム
YFU日本では主に以下のプログラムを運営している。
- 年間／短期派遣プログラム

学生を日本から海外へ派遣するプログラム。その年によって派遣先国、派遣人数が異なる場合がある。派遣生の選抜には一定の基準を設けており、受験者には書類選考の他、ライティング・リスニングを含む英語の筆記試験、英語面接、保護者同席の日本語面接を課している。派遣先国の希望は複数指定可能で、合格発表の際に最終的な派遣先国が提示される。どの国を希望した場合でも同内容の試験が課せられる為、非英語圏を希望してもその国の言語能力は応募条件とならない。非英語圏に合格する学生は殆どの場合でその国の言語知識が皆無である為、出発までに英語と併せて現地語の学習を求められる。これまでに全国2,202校(2014年現在)の高等学校及び高等専門学校の生徒がYFUを通して留学している。
- 年間／セメスター／短期受入プログラム

海外から日本へ派遣される学生の受入プログラム。派遣プログラムと同様、学生はホストファミリーのもとで生活し、学校に通う。学生やホストファミリーを対象とするオリエンテーションも用意され、日本国内での円滑な国際交流が図られている。「交換留学」である為、基本的に日本から派遣している国の学生を受け入れている。これまでに全国577校(2014年現在)の高等学校及び高等専門学校がYFU生を受け入れている。
- コミュニティーカレッジプログラム (CCP)

高校卒業生を対象とした派遣プログラム。派遣先は米国内のコミュニティ・カレッジと呼ばれる二年制大学で、ホストファミリーのもとで生活しながら通う。毎年20カ国から150名が参加している。

## 世界のYFU
北米
アメリカ、カナダ
中南米
アルゼンチン、ブラジル、チリ、コロンビア、エクアドル、メキシコ、パラグアイ、ウルグアイ、ベネズエラ
欧州
ドイツ、オーストリア、ベルギー、デンマーク、フィンランド、ハンガリー、ラトビア、ベラルーシ、ブルガリア、チェコ、フランス、イタリア、グルジア、ギリシア、スペイン、オランダ、ノルウェー、スウェーデン、スイス、エストニア、リトアニア、モルドバ、ポーランド、ポルトガル、ルーマニア、ロシア、セルビア、スロバキア、トルコ、ウクライナ、ルクセンブルク、イギリス
アジア
日本、中国、韓国、タイ、フィリピン、アゼルバイジャン、インド、インドネシア、カザフスタン、モンゴル、ベトナム
オセアニア
オーストラリア、ニュージーランド
アフリカ
エジプト、ガーナ、リベリア、南アフリカ
※相互交流している国は、各国によって異なる。

## オリエンテーション
留学のために必要な情報をYFUプログラム参加者に伝達する場、またスムーズに異文化へとけ込むための訓練の場である。大切な事前準備研修として位置づけられており、ホームステイと現地高校通学を中心とした異文化生活体験プログラムの成果をあげ、留学を成功させるためには欠かせない行事である。YFUがボランティア組織に根ざし、一人ひとりの学生の体験が実に多くの人々の努力や善意に支えられているということ、そして、国際相互理解を広げることにより世界平和に寄与するという理念を理解させるためにも、大切な意味がある。さらに、学生とホストファミリーの安全を確保するために適切かつ必要な情報を提供し、YFU共通のルールを確認し学び合う機会となる。したがって、学生のみならず保護者に対しても計画的に実施されている。

## ホストファミリーの選定
ホストファミリーの選定は派遣先国のYFUによって、責任をもって行われるが、実際には現地の地区委員がその選定に当たる。ホストファミリー選定のプロセスにおいては「YFU学生ファイル」（参加学生本人が作成する英文書類）、とくにホストファミリー宛の手紙、上半身写真・スナップ写真が重要な資料になる。地区委員は、コーディネーターその他の協力の下に、次のプロセスに従ってホストファミリーを選定する。
- ホストファミリーの募集、インタビューを行う
- 地区委員が各家庭に以下の点に留意してインタビューを行う 
  - 受入動機と家族全員の受入同意
  - 異文化理解度
  - ボランティア精神
  - その他（人種偏見のないこと等）

地区委員はインタビューの結果と受入学生のデータを対照させて、ホストファミリーと学生の組み合せ配置案を作成する。 そして、派遣先国のYFUが最終的に、地区委員からの連絡を受け学校の受入状況も勘案して決定する。派遣先国内で個人的な知り合いでホストをしてくれる人がいる場合は、現地のYFUがその家庭にアプローチし、通学高校が得られるか等を調べた上で、とくに問題がなければ、そこをYFUホストファミリーとして採用する。

## 主な帰国生
- 野田聖子（衆議院議員）
- 湯崎英彦（第7代広島県知事）
- 瀬戸健一郎（元埼玉県草加市議会議長）
- 庄田圭佑（宮城県議会議員）
- 土岐大介（BNPパリバ・アセットマネジメントCEO）